# Fudbalski Klub Napredak Kruševac 2014-2015
Questa voce raccoglie le informazioni riguardanti il Fudbalski Klub Napredak Kruševac nelle competizioni ufficiali della stagione 2014-2015.

## Rosa
| N. |                       | Ruolo | Calciatore        |
| -- | --------------------- | ----- | ----------------- |
| 1  | Serbia (bandiera)     | P     | Zoran Popović     |
| 3  | Serbia (bandiera)     | D     | Dušan Punoševac   |
| 4  | Serbia (bandiera)     | D     | Nikola Radmanovac |
| 5  | Montenegro (bandiera) | D     | Ilija Radović     |
| 6  | Ghana (bandiera)      | D     | Abraham Frimpong  |
| 7  | Serbia (bandiera)     | C     | Miloš Vulić       |
| 8  | Serbia (bandiera)     | C     | Marko Stanojević  |
| 9  | Senegal (bandiera)    | A     | Ibrahima N'Diaye  |
| 10 | Serbia (bandiera)     | C     | Dušan Pantelić    |
| 11 | Serbia (bandiera)     | A     | Nikola Popović    |
| 14 | Serbia (bandiera)     | A     | Nikola Trujić     |
| 15 | Serbia (bandiera)     | D     | Miloš Vranjanin   |
| 17 | Serbia (bandiera)     | A     | Marko Ristić      |
| 18 | Serbia (bandiera)     | D     | Stevan Luković    |
| 21 | Serbia (bandiera)     | A     | Darko Lemajić     |
| 22 | Montenegro (bandiera) | D     | Miloš Radulović   |

| N. |                                 | Ruolo | Calciatore         |
| -- | ------------------------------- | ----- | ------------------ |
| 23 | Serbia (bandiera)               | D     | Dragomir Nikolić   |
| 24 | Croazia (bandiera)              | A     | Tomislav Ivičić    |
| 27 | Serbia (bandiera)               | D     | Slobodan Urošević  |
| 28 | Serbia (bandiera)               | D     | Marko Paunović     |
| 29 | Serbia (bandiera)               | A     | Aleksandar Đoković |
| 30 | Serbia (bandiera)               | C     | Srđan Dimitrov     |
| 31 | Serbia (bandiera)               | D     | Nemanja Trajković  |
| 32 | Serbia (bandiera)               | P     | Slobodan Janković  |
| 33 | Serbia (bandiera)               | D     | Milan Obradović    |
| 69 | Serbia (bandiera)               | C     | Miloš Stanojević   |
| 77 | Serbia (bandiera)               | C     | Marko Gobeljić     |
| 79 | Serbia (bandiera)               | A     | Andrija Majdevac   |
| 80 | Serbia (bandiera)               | C     | Marko Vučetić      |
| 97 | Serbia (bandiera)               | P     | Stefan Stojanović  |
| 99 | Bosnia ed Erzegovina (bandiera) | A     | Miloš Bajić        |